# Kalottierung
Die Kalottierung von Metallblechen, auch als Prägung bekannt, ist eine Verformungsmethode, die darauf abzielt, nicht nur die Optik, sondern auch die mechanischen Eigenschaften der Metallbleche zu verändern. Diese Technik wird hauptsächlich für dünne Metallbleche und -folien angewendet. Der Begriff „Kalottierung“ leitet sich von der Kugelkalotte ab, da die eingeprägten Verformungen in die Metallfolie mit Hilfe einer Kugelkalottenwalze erzeugt werden.

## Optische Eigenschaften

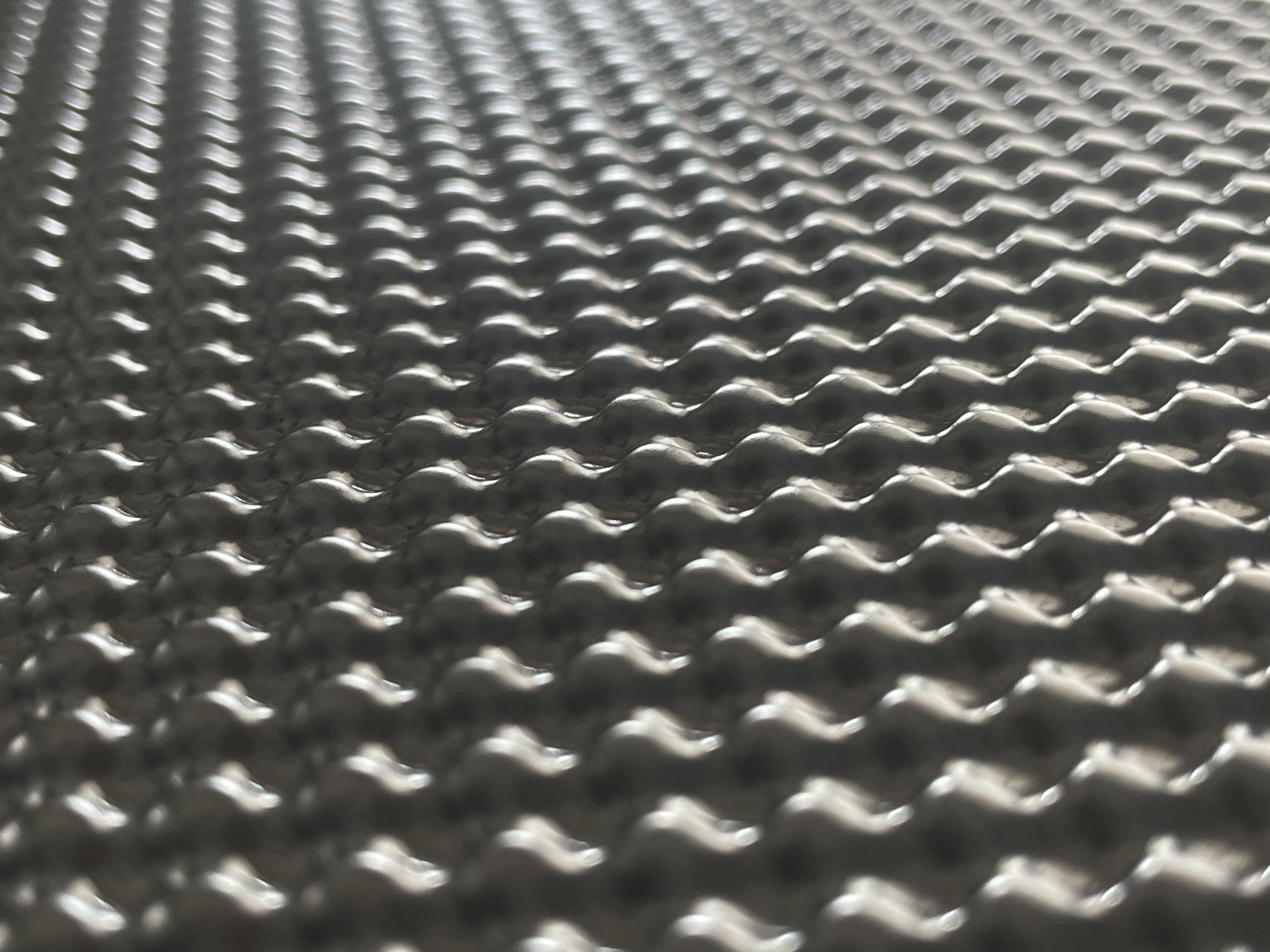
Kalottenblech aus Aluminium

Die optische Veränderung der Metallfolie hängt von der verwendeten Kugelkalottenwalze ab. Variierende Faktoren sind dabei die Kugelkalottentiefe (die Höhe h des Kugelsegments) und die Kugelkalottengröße (der Radius a des Basiskreises). Nach der Einprägung der Kugelkalottenstrukturen ist eine Oberflächenstrukturierung auf der Metallfolie erkennbar, in Form von kleinen, kuppelförmigen Erhebungen (Kalotten). Diese Struktur weist regelmäßige Erhebungen und einen symmetrischen Aufbau auf.

## Effekte der Kalottierung

### Änderung der mechanischen Eigenschaften
Der Vorgang der Kalottierung hat hauptsächlich das Ziel, die Festigkeit des jeweiligen Materials zu verbessern, sodass es für weitere Verarbeitungszwecke ohne chemische Veränderungen geeignet ist. In der Metallbranche spricht man bei solchen Bearbeitungsschritten von Kaltverformung. Die Veränderung der Materialbeschaffenheit äußert sich in der Eigensteifigkeit des Materials. Durch die Kalottierung kann beispielsweise die freischwebende Traglast einer glatten Metallfolie um ein Vielfaches erhöht werden. Dies eröffnet zahlreiche Anwendungsgebiete für kalottierte Metallfolien, da spezielle Eigenschaften bestimmter Werkstoffe wie Aluminium, Edelstahl oder Kupfer von der erhöhten Eigensteifigkeit profitieren.

### Verbesserte Verformbarkeit
Ein weiterer Effekt ist die verbesserte Verformbarkeit des Materials aufgrund der Veränderung der Bruchdehnung. Die Bruchdehnung ist die Verformungsfähigkeit bzw. Duktilität eines Werkstoffs. Je höher die Bruchdehnung, desto besser lässt sich ein Werkstoff verformen. Die Kalottierung erhöht die Bruchdehnung der Metallfolie, was durch Zugversuche genau bestimmt werden kann. Ähnlich wie bei der Traglast kann durch die Kalottierung eine Vielzahl der ursprünglichen Bruchdehnung erreicht werden.

### Änderung der Gesamtfläche
Der letzte Effekt betrifft die Veränderung der Oberfläche. Das Einprägen der Kugelkalotte vergrößert die Gesamtfläche, wobei ein gewisser Verlust an Prägung zu beobachten ist. Dieser Prägeschwund wirkt sich jedoch auf den Umfang des Materials aus und nicht auf die Fläche des Inhalts.

## Einsatzgebiete
Die Einsatzgebiete der Kalottierung ergeben sich aus den spezifischen Eigenschaften bestimmter Werkstoffe und den Effekten, die durch die Kalottierung erzielt werden. Ein häufig verwendetes Material in diesem Bereich ist Aluminium. Aluminium zeichnet sich durch sein geringes Gewicht (spezifisches Gewicht von 2,7 g/cm³) aus und wird daher in Bereichen bevorzugt eingesetzt, in denen Gewichtseinsparungen von hoher Bedeutung sind, wie beispielsweise im Automobilbau oder in der Luft- und Raumfahrt. Darüber hinaus ist Aluminium robust, elektromagnetisch abschirmend und hitzebeständig. Diese Eigenschaften in Kombination mit der Kalottierung machen das Material zu einem herausragenden Werkstoff in der Automobilindustrie. Im Folgenden werden mögliche Branchen und Einsatzgebiete aufgeführt:

### Automotive
Kalottierte Materialien, wie beispielsweise Aluminium oder Edelstahl, finden im Automobilbau Anwendung, da sie spezifische Eigenschaften besitzen, die in dieser Branche besonders vorteilhaft sind. Dazu gehören das geringe Gewicht von Aluminium, seine gute Verformbarkeit, Hitzebeständigkeit, abschirmende Eigenschaften und Schallschutz. Das kalottierte Material wird in verschiedenen Bereichen des Fahrzeugs verbaut, in denen diese Eigenschaften benötigt werden, wie beispielsweise an der Stirnwand, im Abgasstrang (vom Krümmer bis zum Endtopf), an der Motorhaube und den Radlaufschalen. Auch in Hybrid- und Elektrofahrzeugen wird Aluminium verbaut, wobei hier die elektromagnetischen Abschirmeigenschaften von besonderer Bedeutung sind. So werden Bauteile als elektromagnetische Abschirmelemente um die Fahrzeugbatterie herum verbaut.<

### Bauwesen
Kalottierte Oberflächen können die Wärmeisolierung verbessern, indem sie eine größere Oberfläche bieten, die zur Wärmeabfuhr beiträgt. Dies kann in der Gestaltung von Fassaden oder bei Dachmaterialien genutzt werden, um die Energieeffizienz von Gebäuden zu erhöhen. Darüber hinaus kann die spezielle Oberflächenstruktur dazu beitragen, die Akustik eines Raumes zu verbessern, indem sie Schallwellen bricht und so die Schallabsorption erhöht. Dies ist besonders wichtig in Gebäuden, in denen eine gute Akustik erforderlich ist, wie beispielsweise in Konzertsälen oder Bürogebäuden.
Des Weiteren haben kalottierte Materialien auch spezielle Anwendungen erfahren, wie beispielsweise kalottierte Kupferbleche, die als Wurzelschutzbahnen in der Landschaftsarchitektur eingesetzt werden, um die unkontrollierte Ausbreitung von Pflanzenwurzeln zu verhindern. Ebenso wurden kalottierte Edelstahlbleche erfolgreich als Salzwassersperren im Brückenbau verwendet, wodurch die Korrosionsbeständigkeit und Langlebigkeit der Brückenkonstruktionen erhöht werden.

### Elektrotechnik
In elektronischen Bauteilen mit überdurchschnittlicher Wärmeentwicklung kann kalottiertes Material zu einer besseren Wärmeableitung führen. Dadurch können Überhitzungen vermieden und die Lebensdauer der Komponenten erhöht werden. Die spezielle Oberflächenstruktur kann auch elektromagnetische Eigenschaften wie die elektromagnetische Abschirmung verbessern. Dies ist relevant für Geräte, die empfindlich auf externe elektromagnetische Störungen reagieren oder diese minimieren müssen.

### Haushaltsgeräte
Ähnlich wie in der Elektroindustrie ist eine effiziente Wärmeableitung auch bei Haushaltsgeräten von großer Bedeutung, insbesondere bei solchen, die Wärme erzeugen oder regulieren, wie Öfen, Toaster und Kaffeemaschinen. Die kalottierte Oberflächenstruktur kann die Wärmeableitung verbessern und somit zur Energieeffizienz und Verlängerung der Lebensdauer der Geräte beitragen. Durch die Kalottierung in Kombination mit weiteren Bearbeitungsschritten wie Mikroperforation (auch Nadelung genannt) kann eine verbesserte Schallisolation erreicht werden, wodurch die Akustik der Endgeräte verbessert wird.

### Luft- und Raumfahrt
In der Luft- und Raumfahrt ist die Gewichtsreduktion von Komponenten entscheidend, um den Kraftstoffverbrauch zu minimieren und die Effizienz zu maximieren. Die kalottierte Struktur ermöglicht eine Gewichtsreduktion, ohne die strukturelle Integrität und Leistungsfähigkeit zu beeinträchtigen. Bestimmte kalottierte Materialien können zudem als thermische oder elektrische Isolatoren dienen, was in der Luft- und Raumfahrttechnik wichtig ist, um sensible Komponenten vor extremen Temperaturen oder elektromagnetischen Interferenzen zu schützen.